# Черноглазовка (Козельщинский район)
Черноглазовка (укр. Чорноглазівка) — село, Рыбалковский сельский совет, Козельщинский район, Полтавская область, Украина.
Код КОАТУУ — 5322084807. Население по переписи 2001 года составляло 24 человека.

## Географическое положение
Село Черноглазовка находится на левом берегу реки Волчья, выше по течению на расстоянии в 0,5 км расположено село Оленовка, ниже по течению на расстоянии в 1 км расположено село Славновка, на противоположном берегу — село Новая Украина. Рядом проходит автомобильная дорога М-22 (E 577) и железная дорога, станция Куликовка в 1,5 км.